# Nattfjärilseffekt
Nattfjärilseffekt (även blicklåsning) används som benämning på att fordonsförare kan attraheras till mötande fordon som har uppseendeväckande/stressande ljuseffekter, till exempel utryckningsfordon. Föraren skulle på grund av nattfjärilseffekten omedvetet styra mot det mötande fordonet, varvid en olycka kan uppstå. 

## Historia
Nattfjärilseffekten observerades efter att många piloter i B2-bombflygplan under andra världskriget berättat om hur de upplevt sig blivit alltför blickfixerade vid det ledande flygplanet och aktivt styrt mot detta. Liknande berättelser finns bland svenska stridspiloter.
Bland utryckningspersonal som polis är det inte ovanligt att nattfjärilseffekten nämns som olycksorsak.

## Vetenskapliga studier
Det är känt att ju längre förare betraktar "dramatiska föremål", t.ex. en bilolycka, desto längre är föraren distraherad och desto svårare har föraren att bibehålla rätt kurs.
Teorin om en nattfjärilseffekt har studerats bl.a. vid Washington State University, där med hjälp av data från över 100.000 olyckor. Resultaten visar att människor är som små insekter; när vi ser ett starkt ljus så flockas vi kring detta. Däremot ansågs inte resultaten räcka till att varken bekräfta eller förkasta teorin om nattfjärilseffekt.
Nattfjärilseffekten nämns också i en avhandling från University of Michigan Transportation Research Institute, angående effekterna av varningslyktors färg och intensitet på bilförares uppmärksamhet.
Effekten sägs vara särskilt märkbar i mörker, då ljuseffekterna är extra starka i förhållande till hur de upplevs i dagsljus.

## Mätning av risk att drabbas av nattfjärilseffekt
Stridspilotaspiranter med hög risk för den typ av försvarsmekanism som nattfjärilseffekten utgör, sållas i Sverige sedan 1960-talet bort med hjälp av Flygvapnets Defence Mechanism Test (DMT), utvecklat av Ulf Kragh. Det vid Flygvapnet utvecklade DMT används i Sverige även vid uttagning till nationella insatstyrkan, helikopterpiloter, civila flygplanspiloter samt flygtrafikledare.